# Мануел Вирцт
Мануел Умберто Вирцт Рета (Сан Николас де лос Аројос, 26. март. 1963), познат као Мануел Вирцт, је певач, музичар, композитор, глумац, пантомимичар и позоришни редитељ.

## Биографија
Још као средњошколац је упоредо са музичком каријером учио пантомиму. Временом је одлучио да упише Национални конзерваторијум драмских уметности и да се пресели у Буенос Ајрес. Дебитовао је на једној оперској представи у Буенос Ајресу, а потом и у Чилеу. Године 1983. је почео да ради као пантомимичар на модним ревијама. Године 1987. отпутовао је у Украјину, где је похађао часове за кловнове и пантомиму у Кијеву. Исте године придружио се представи "Танго ритам Аргентине" са којом је наступао у дванаест градова девет совјетских република. 